# Georges François Reuter
Georges François Reuter, född 30 november 1805 i Paris, död 23 maj 1872 i Genève, var en fransk botaniker och växtsamlare.
Han utförde forskningsresor i västra Europa, Norge, Algeriet och Irak.
Auktorsnamnet Reut. kan användas för Georges François Reuter i samband med ett vetenskapligt namn inom botaniken; se Wikipediaartiklar som länkar till auktorsnamnet.